# Museo de Castelvecchio
El museo de Castelvecchio (del italiano: Museo di Castelvecchio) es uno de los museos más importantes de la ciudad de Verona (Véneto, Italia), así como uno de los más interesantes de la escena museística italiana.  El museo, fundado en 1924, fue renovado y equipado con los estándares modernos entre 1958 y 1974 por Carlo Scarpa, siendo uno de los más completos y mejor conservados.

## Descripción

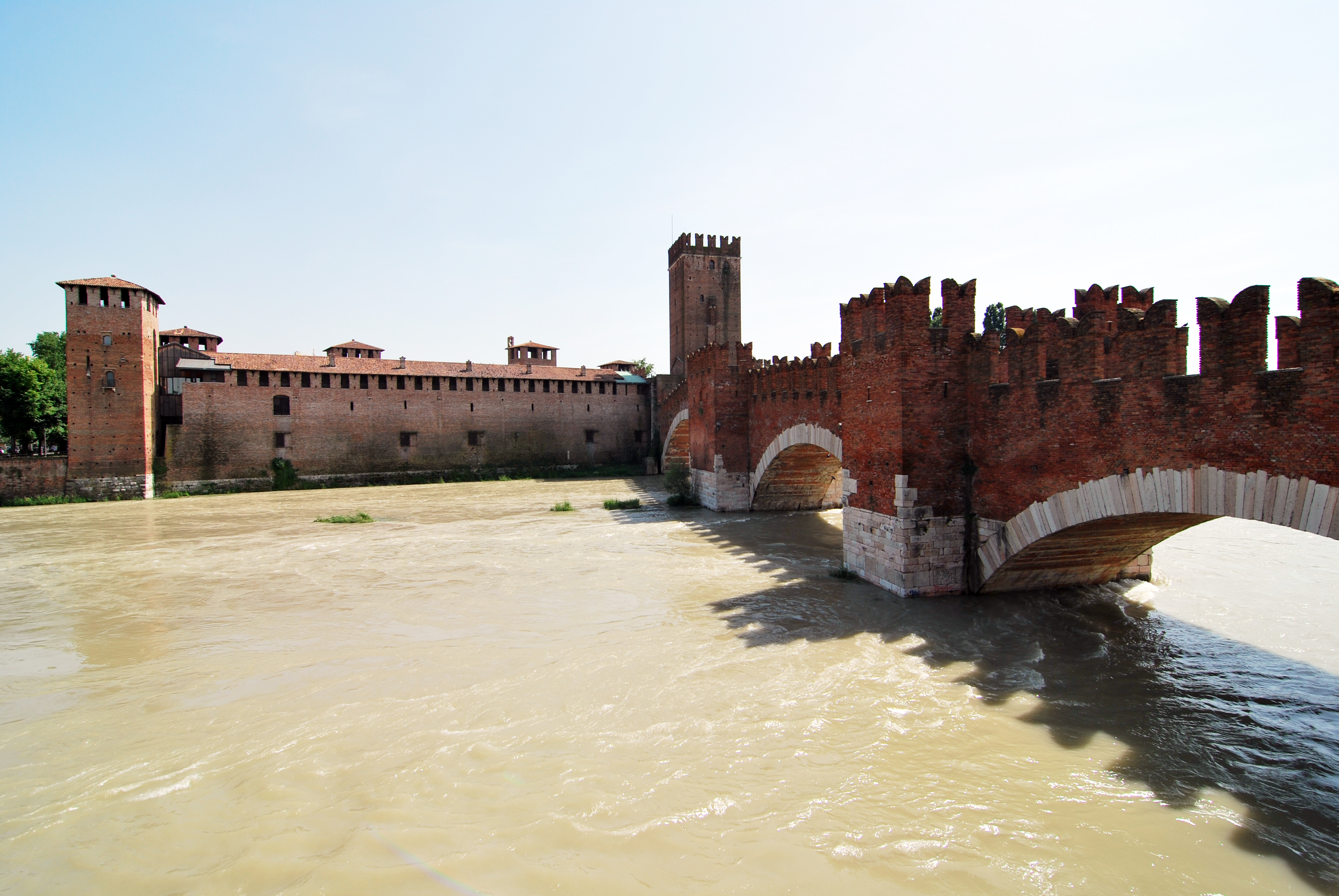
El Castello, al fondo, y en el frente, el puente Scaligero sobre el río Adigio.

Se encuentra dentro del complejo de la fortaleza Scala de Castelvecchio, distribuido en treinta salas y en campos relacionados: escultura, pintura italiana y extranjera, armas antiguas, cerámicas, joyas, miniaturas y antiguas campanas ciudadanas.
El conjunto fortificado fue comenzado en 1354 por Cangrande II, según proyecto de Francesco Belvilacqua como fortaleza para defender la ciudad. Su destino original era la residencia y castillo de guardia del puente Scaligero. Más tarde se convirtió en prisión y en cuartel, y actualmente acoge el museo Cívico. El castillo consta de dos partes separadas mediante un pasadizo dominado por un torreón. El castillo acoge el museo.
El conjunto surge pintoresco, con sus torres y murallas almenadas, a orillas del río Adigio, alrededor de una de las cabeceras del puente Scaligero.
- Sala I: escultura románica, orfebrería lombarda y bronces medievales.
- Salas III y IV: obras del siglo XIV, entre ellas una bella Crucifixión.
- Sala VI (en la Torre Mayor): dos campanas veronesas del siglo XIV.
- Sala VIII: comienzan las salas de la Residencia Real y en ella se conservan pinturas de los siglos XIII y XIV.
- Sala XI: Virgen de la Codorniz, de Pisanello, Virgen de la Rosaleda, de Stefano da Verona y pinturas de Jacopo Bellini.
- Sala  XIII:   escuelas del siglo XIV.
- Salas XIV y XV: obras vénetas del siglo XV como dos vírgenes de Giovanni Bellini y las santas Catalina y Veneranda, de Carpaccio.
- Sala XIX: dos bellas obras de Mantegna y una de Crivelli.
- Salas XX y XX: estatua ecuestre de Cangrande I.